# Somo (Mali)
Pour les articles homonymes, voir Somo.
Somo est une localité et une commune rurale malienne de l'arrondissement de Tamani, dans le cercle de Barouéli, et la région de Ségou.

## Villages
La commune s'étend sur 10 localités relevées lors du recensement général de 2009. 
Les villages les plus peuplés sont :
- Somo (1 998 habitants) ;
- Soni Sambala (1 059 habitants) ;
- Kota Wéré (961 habitants).